# Nabucco
Nabucco je opera talijanskog skladatelja Giuseppea Verdija u četiri čina.
Libreto je napisao Temistocle Solera prema drami Nabucodonosor Augustea Ancie-Bourgeoisa i Francisa Cornua kao i prema baletu Nabucodonosor Antonija Cortesija. Praizvedba je bila 9. ožujka 1842. u milanskoj Scali.

## Likovi
- Nabuko, babilonski kralj - bariton
- Ismael, rođak jeruzalemskog kralja Sedekije - tenor
- Zaharija, židovski prvosvećenik - bas
- Abigaela, kćer Nabuka i robinje - sopran
- Fenena, Nabukova kćer - sopran/mezzosopran
- Abdalo, Nabukov vojskovođa - tenor
- Vrhovni svećenik boga Baala - bas
- Ana, Zaharijina sestra - sopran

Ostali: babilonska i židovska vojska, Židovi, leviti, djevice, babilonski dvorjani, straža i vojska na babilonskom dvoru, magi (babilonski svećenici), narod (zbor)
Radnja se odvija u Jeruzalemu i Babilonu 586. – 587. g. pr. Kr.

## Sadržaj

### 1. čin: "Jeruzalem"
Mjesto radnje: Salomonov Hram. Židovi se mole Bogu, da ih zaštiti od nadiruće babilonske vojske. Prvosvećenik Zaharija dovodi taoca, Fenenu, kćer babilonskog kralja Nabuka. Očajnom narodu vraća vjeru u Boga, govoreći im da niko nije izgubio tko je u boj išao s vjerom u Njega. Zaharija povjerava Fenenu Ismaelu i svi odlaze braniti Hram i Jeruzalem. Fenena i Ismael ostaju sami. Jednom je Fenena oslobodila Ismaela iz zarobljeništva u Babilonu i krenula za njim u Jeruzalem. On joj se želi odužiti i osloboditi je, ali u tom trenutku u Hram ulazi Abigaela sa svojom pratnjom, svi preobučeni u Židove. Ona je također zaljubljena u Ismaela i nudi mu da spase njegov narod ako se oženi s njom. On to odbija, zbog čega mu se ona želi osvetiti. U Hram bježe ostaci židovske vojske i narod pred Nabukom koji trijumfalno jaši u hram. Zaharija prijeti da će ubiti Fenenu, ali ga Ismael u tome spriječi. Nabuko zarobljava Židove koji proklinju Ismaela i odvodi ih u ropstvo, a Hram i Jeruzalem gore u plamenu.

### 2. čin: "Nevjernik"
- Scena I.

Mjesto radnje: Odaje u babilonskoj palači. Nabuko je postavio Fenenu za regenta, dok on ratuje. Abigaela je našla dokument koji dokazuje da iako je prvorođena kćerka Nabuka, neće naslijediti prijestolje, već Fenena, pošto joj je majka robinja. Slomljena je tom činjenicom. Ulaze svećenik i magi i priopćavaju joj da Fenena planira osloboditi židovski narod. Svećenik joj predlaže da preotme prijestolje i spriječi Fenenu. Već su proširili glasine da je Nabuko pao u borbi, narod zove Abigaelu da vlada. Ona vidi priliku vratiti sjaj Babilonu i Asiriji i kreće sa svećenikom i magima svrgnuti Fenenu.
- Scena II.

Mjesto radnje: Dvorana u palači. Fenena je došla kod Zaharije, da je preobrati na židovsku vjeru. Zaharija se moli Bogu da uskoro dođe vrijeme kada će Hram biti obnovljen i bezbožnički idoli uništeni. Leviti se okupljaju na molitvu kada dolazi Ismael. Oni ga proklinju, a on ih moli za milost. Uto ulazi Ana i zaustavlja ih jer je Fenena sada Židovka. Abigaela dolazi i traži krunu od Fenene. Ona odbija, ali se u tom trenutku vraća Nabuko iz borbe. Uzima krunu i osuđuje svoju kćer što je izdala svoj narod te prevrtljive mage. U svom ludom ponosu, sebe proglašava za Boga, nakon čega udari ga munja s neba. On gubi razum, a Abigaela koristi priliku prigrabiti krunu i prijestolje.

### 3. čin: "Proročanstvo"
- Scena I.

Mjesto radnje: Viseći vrtovi. Oko Abigaele okupljeno je plemstvo i svi joj odaju počast. Vrhovni svećenik donosi joj ukaz kojim se Židovi i Fenena osuđuju na smrt. Nabuko, pomućena uma, dolazi i zatječe Abigaelu na prijestolju. Ona ga uvjerava, da je to u interesu carstva i navodi ga da potpiše ukaz. On to i učini. Nabuko tada shvaća da je osudio i svoju kćer Fenenu i preklinje Abigaelu da je spase. Prijeti da će otkriti njeno porijeklo, ali Abigaela uništava dokument i sada je jedini dokaz riječ jednog poludjelog starca.
- Scena II.

Mjesto radnje: Na obalama Eufrata. Židovski narod zna da mu se sprema smrt i oplakuju izgubljenu zemlju koju nikada više neće vidjeti. Zbor židovskih robova pjeva pjesmu: "Pođi, misli, na krilima zlatnim poleti u domaju mi milu…". Dolazi Zaharija i proriče, da će se Judejski Lav ponovo uzdići, a da od Babilona neće ostati kamen na kamenu i da će Bog spasiti Židove.

### 4. čin: "Svrgnuti idol"
- Scena I.

Mjesto radnje: Nabukove odaje u palači. Nabuko je zarobljen u vlastitim odajama i s prozora vidi kako Židove i Fenenu vode na gubilište. U očajanju baca se na koljena i moli židovskog Boga da mu pomogne, a za uzvrat će osloboditi Židove i ponovno podići Hram u Jeruzalemu. Razum mu se vraća i kreće prema vratima. Upada Abdalo s vjernim vojnicima i s Nabukom kreću spasiti Židove.
- Scena II.

Židovi se nalaze pred kipom boga Baala kako bi ih ritualno žrtvovali. Fenena se moli Bogu, da se sve brzo završi. Ulazi Nabuko s vojskom i oslobađa ih. Kip Baala pada u prah. Svi u tome vide Božju volju. Dolazi Abigaela koja se otrovala i vidjevši moć židovskog Boga, moli oca i sestru za oprost, a Boga da joj se smiluje. Ona umire, a Zaharija u ime Židova proglašava Nabuka kraljem.